# Elias Havel
Elias Havel (Austria, 16 de abril de 2003) es un futbolista austríaco que juega de delantero en el TSV Hartberg de la Bundesliga austríaca.

## Estadísticas

### Clubes
Actualizado al último partido disputado el 18 de agosto de 2024.
| Club                      | Div.          | Temporada     | Liga  | Liga  | Copas nacionales | Copas nacionales | Copas internacionales | Copas internacionales | Total | Total |
| Club                      | Div.          | Temporada     | Part. | Goles | Part.            | Goles            | Part.                 | Goles                 | Part. | Goles |
| ------------------------- | ------------- | ------------- | ----- | ----- | ---------------- | ---------------- | --------------------- | --------------------- | ----- | ----- |
| F. C. Liefering · Austria | 2.ª           | 2020-21       | 16    | 3     | —                | —                | —                     | —                     | 16    | 3     |
| F. C. Liefering · Austria | 2.ª           | 2021-22       | 16    | 1     | —                | —                | —                     | —                     | 16    | 1     |
| F. C. Liefering · Austria | 2.ª           | 2022-23       | 29    | 9     | —                | —                | —                     | —                     | 29    | 9     |
| F. C. Liefering · Austria | Total club    | Total club    | 61    | 13    | 0                | 0                | 0                     | 0                     | 61    | 13    |
| LASK · Austria            | 1.ª           | 2022-23       | 19    | 2     | 1                | 0                | 5                     | 0                     | 25    | 2     |
| LASK · Austria            | Total club    | Total club    | 19    | 2     | 1                | 0                | 5                     | 0                     | 25    | 2     |
| TSV Hartberg · Austria    | 1.ª           | 2024-25       | 3     | 0     | 1                | 2                | —                     | —                     | 4     | 2     |
| TSV Hartberg · Austria    | Total club    | Total club    | 3     | 0     | 1                | 2                | 0                     | 0                     | 4     | 2     |
| Total carrera             | Total carrera | Total carrera | 83    | 15    | 2                | 2                | 5                     | 0                     | 90    | 17    |